# Varesse
Varesse (ou Vares, Farès, Faress) est une oasis de Mauritanie, située dans la région de l'Adrar, entre l'oasis de Tergit et les monts Zarga. Elle se trouve à quelques kilomètres au sud-est de la grande oasis de Mhaïreth et à 65 km d'Atar.
Lors de son expédition dans l'Adrar, le colonel Gouraud décrit ainsi l'oasis de Farès : « palmeraie étroite entre deux plateaux rocailleux, eau très abondante, légèrement salée ».
Clôturée, la palmeraie est une propriété privée. Une bonne partie des cases ogivales en palmes tressées (tikitt) – constructions spécifiques de l'ouest de l'Adrar – et des maisons en pierre du village sont inhabitées en dehors de la saison des dattes (guetna).
En 2000, on y a dénombré 750 personnes.
Varesse est dotée d'une petite école.

## Galerie

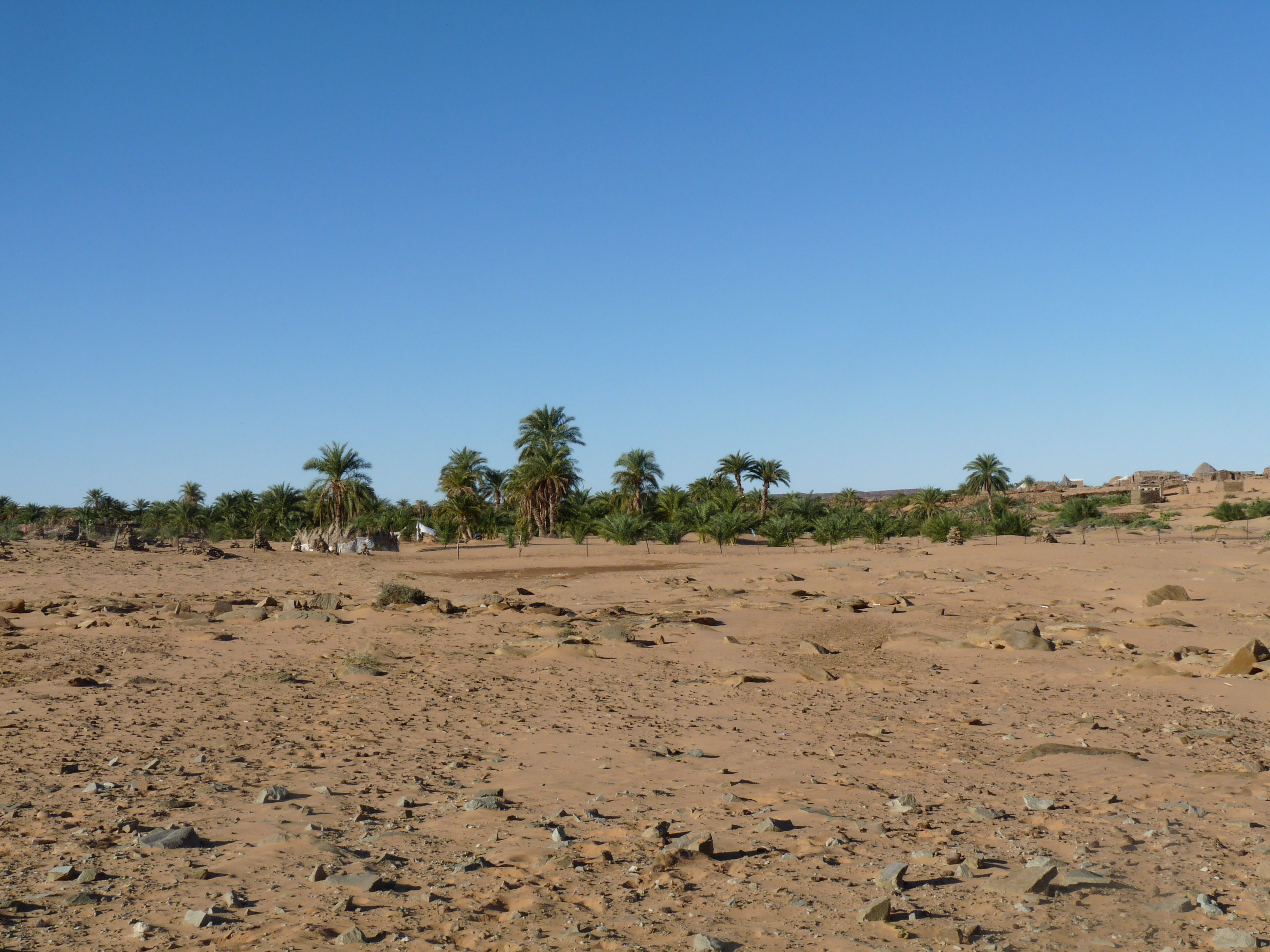
Arrivée à l'oasis en provenance de l'est
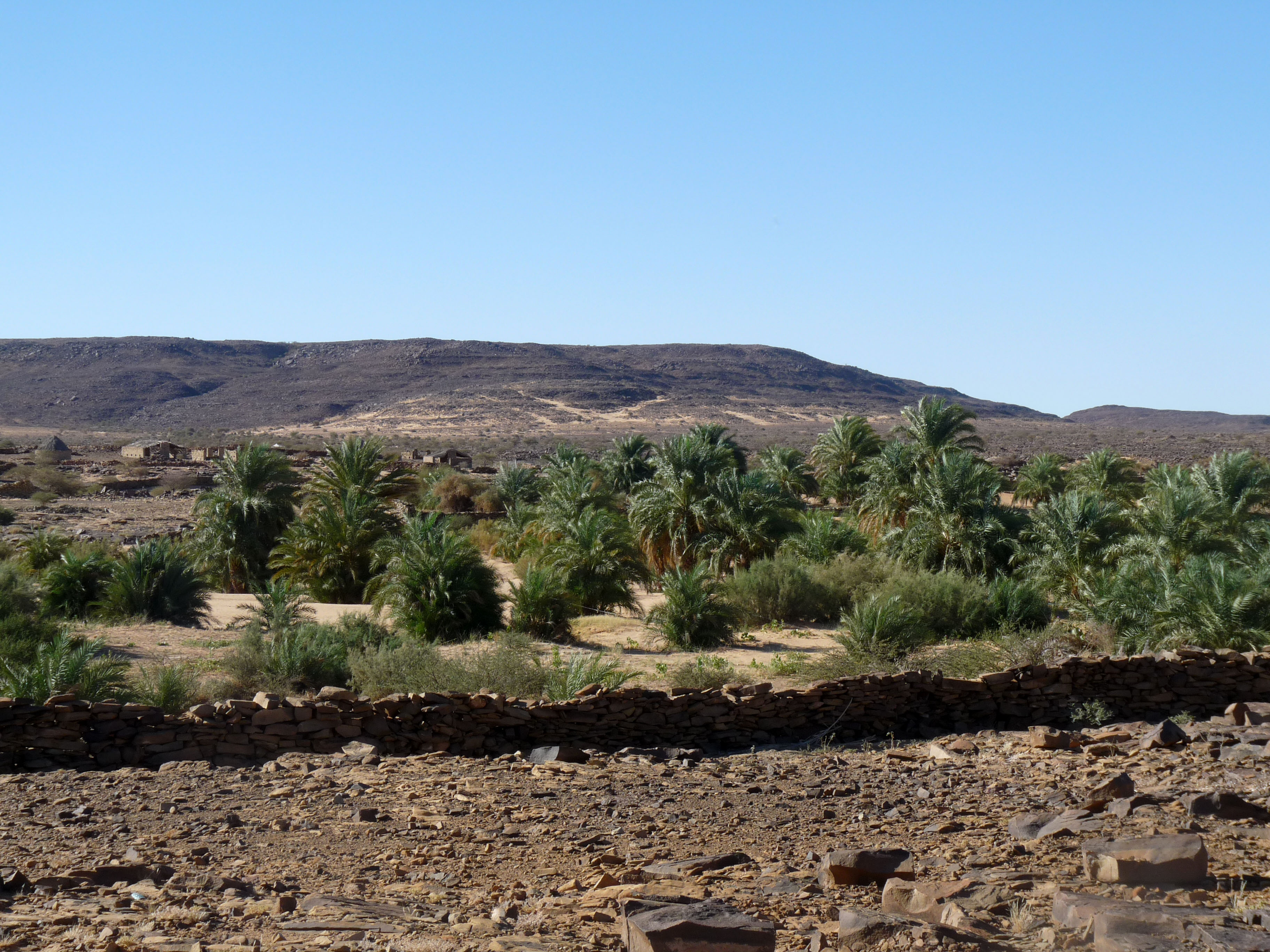
La palmeraie
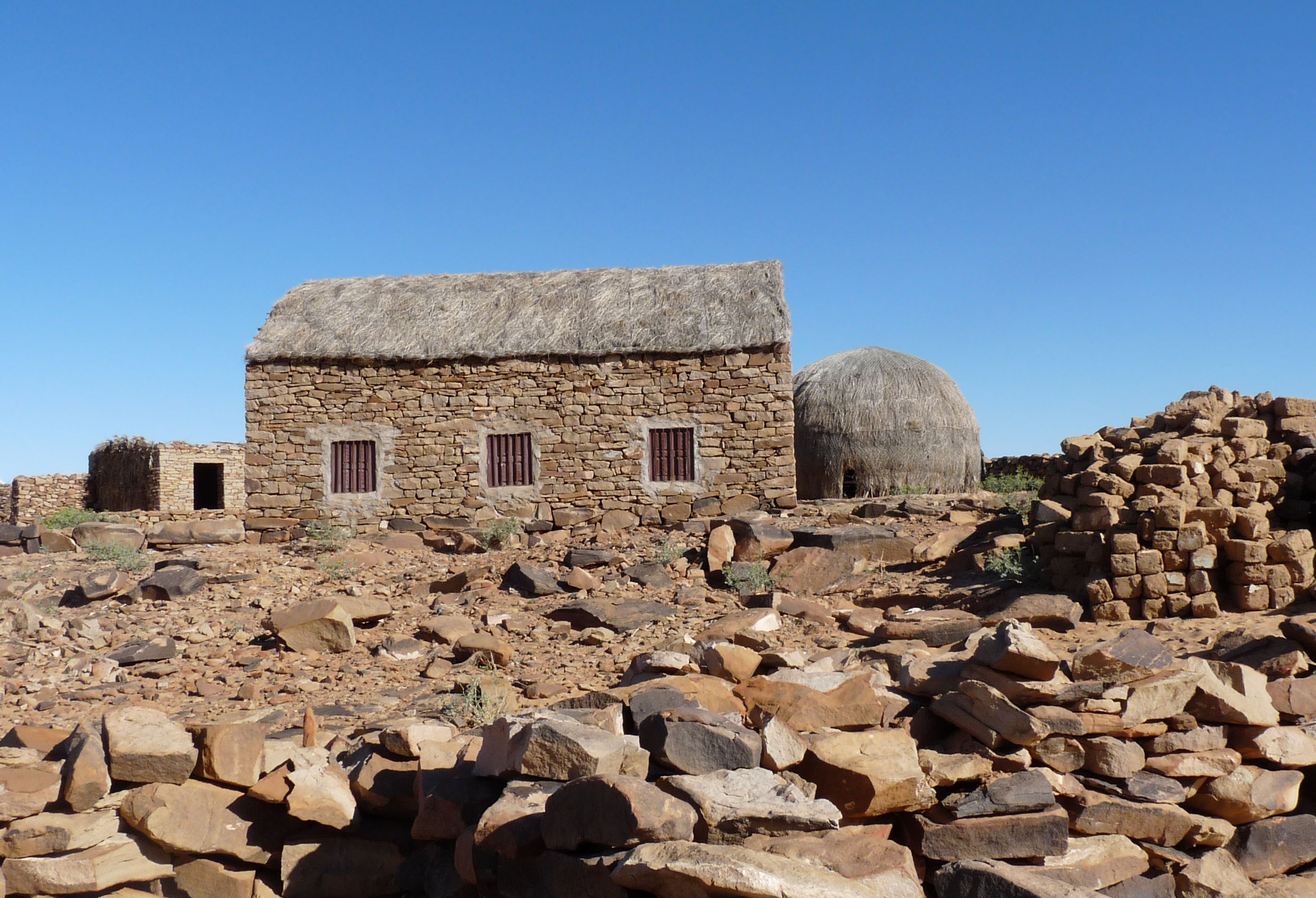
Constructions en pierre et tikitt